# Ilyos Zeytullayev
Ilyos Zeytullayev (uzb. cyr. Илёс Зейтуллаев, ros. Ильяс Зейтуллаев, Iljas Ziejtułłajew, ur. 13 sierpnia 1984 w Angrenie) – piłkarz uzbecki grający na pozycji napastnika lub ofensywnego pomocnika.

## Kariera klubowa
Zeytullayev urodził się w uzbeckim mieście Angren. W młodym wieku wyjechał do Włoch i trafił do szkółki Juventusu. Od 2001 grał w młodzieżowej drużynie tego klubu, ale aż do 2004 roku nie zadebiutował w Serie A. W pierwszej drużynie zadebiutował za to w rozgrywkach Coppa Italia sezonie 2001/2002. W styczniu 2005 współwłaścicielem karty zawodniczej piłkarza została Reggina Calcio. W barwach Regginy zadebiutował w końcu w Serie A, 19 marca w przegranym 0:1 meczu z Juventusem.Wszedł wówczas na boisko w 75. minucie za Marco Borriello. Ogółem w całym sezonie pojawił się na boisku tylko 2 razy i nie miał wielkiego udziału w utrzymaniu się Regginy w lidze (zajęła 13. miejsce). W czerwcu Reggina wykupiła go z Juventusu i zaraz potem młody Uzbek został wypożyczony do FC Crotone, w barwach którego wystąpił w 12 meczach Serie B i strzelił 3 gole. Latem 2006 Zeytullayev został ponownie wypożyczony i tym razem na boiskach Serie B występował w barwach Genoa CFC. W zimie 2006/07 Iliasz przeszedł do Vicenzy Calcio. Następnie grał w Weronie, a obecnie jest zawodnikiem trzecioligowej Pescary.
| Sezon   | Klub                 | Kraj   | Rozgrywki | Mecze | Bramki |
| ------- | -------------------- | ------ | --------- | ----- | ------ |
| 2001/02 | Juventus F.C.        | Włochy | Serie A   | 0     | 0      |
| 2002/03 | Juventus F.C.        | Włochy | Serie A   | 0     | 0      |
| 2003/04 | Juventus F.C.        | Włochy | Serie A   | 0     | 0      |
| 2004/05 | Juventus F.C.        | Włochy | Serie A   | 0     | 0      |
| 2004/05 | Reggina Calcio       | Włochy | Serie A   | 2     | 0      |
| 2005/06 | FC Crotone           | Włochy | Serie B   | 12    | 3      |
| 2006/07 | Genoa CFC            | Włochy | Serie B   | 11    | 0      |
| 2006/07 | Vicenza Calcio       | Włochy | Serie B   | 6     | 0      |
| 2007/08 | Hellas Werona        | Włochy | Serie C   | 13    | 1      |
| 2008/09 | Delfino Pescara 1936 | Włochy | Serie C   |       |        |

## Kariera reprezentacyjna
Zeytullayev karierę reprezentacyjną rozpoczął od występów w młodzieżowej reprezentacji Uzbekistanu. Występował w kadrze U-17 oraz U-20. Następnie był podstawowym zawodnikiem i obok Maksima Szackicha najbardziej znanym zawodnikiem pierwszej reprezentacji, w której debiutował w 2006 roku. W ostatnich miesiącach znajduje się poza kadrą, gdyż przegrywa rywalizację z takimi graczami jak Azizbek Chajdarow, Serwer Dżeparow czy Timur Kapadze.